# 启示录洞
37°18′51.91″N 26°32′40.80″E / 37.3144194°N 26.5446667°E
启示录洞，亦称为天启洞，位于希腊的帕特莫斯岛的半山腰，乔拉和什卡拉两个村子的中间。这个洞穴被认为是《启示录》的作者拔摩岛的约翰看见异象的地点。1999年，联合国教科文组织将其和神学家圣约翰修道院等一同列为世界遗产

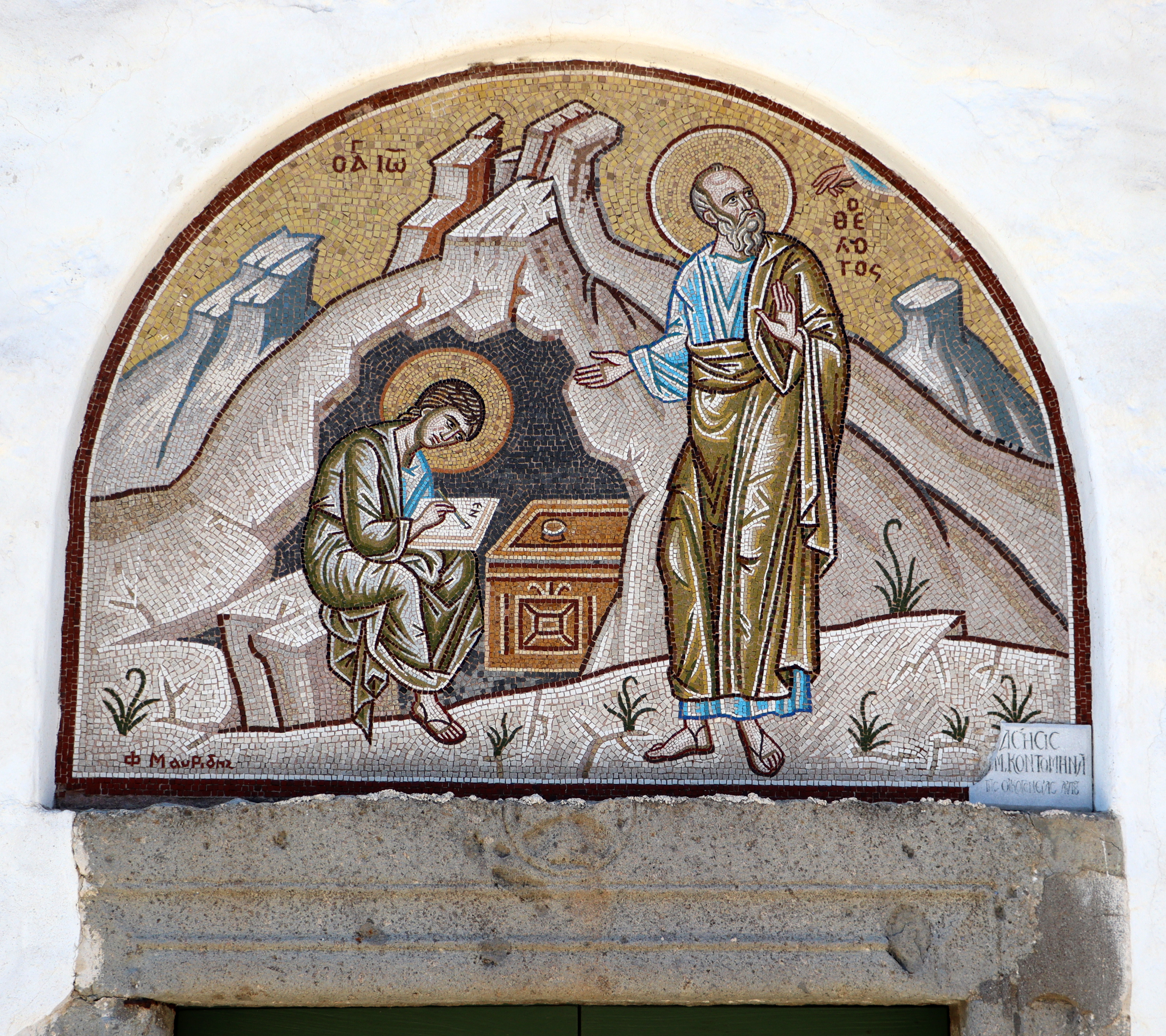
启示录洞入口上方的马赛克，右侧是约翰，左侧是他的门徒仆洛曷洛（Prochoros），正在记录约翰的异象